# Eugenio Cendoya
Eugenio Pedro Cendoya Oscoz (Villabona (Guipúzcoa), 6 de septiembre de 1894 - Barcelona, 29 de marzo de 1975) fue un arquitecto español. Formado en la Escuela Técnica Superior de Arquitectura de Barcelona, fue discípulo de Lluís Domènech i Montaner y Augusto Font Carreras.

## Biografía
Titulado en 1917, se adscribió al novecentismo, corriente de moda del momento. Fue catedrático de Tecnologías de la Construcción y Arquitectura Legal en la Escuela Técnica Superior de Arquitectura de Barcelona, y en 1967 fue nombrado decano del Colegio Oficial de Arquitectos de Cataluña y Baleares.
Fue autor del Palacio Nacional de Montjuïc para la Exposición Internacional de Barcelona (1929), junto a Enric Catà y Pere Domènech i Roura. De estilo clasicista inspirado en el Renacimiento español, tiene planta rectangular con dos cuerpos laterales y uno posterior cuadrado, con una gran cúpula elíptica en la parte central. Desde 1934 acoge el Museo Nacional de Arte de Cataluña.
Construyó también varios edificios más sitos en Barcelona, como el Banco de Vizcaya, el Banco de Bilbao, la iglesia parroquial de San Miguel de los Santos y la cripta de la parroquia de la Virgen de la Paz. Fuera de la ciudad condal construyó el edificio de la Caja de Ahorros de Villarreal y el monumental conjunto de viviendas de la calle Joaquín Costa n.º 3 de Zaragoza. Fue autor también del presbiterio de la parroquia de San Julián en L'Arboç y de unas viviendas residenciales en Castellar del Vallés.
En Villarreal, además de la Caja de Ahorros, diseñó la fachada del Centro Social de la Cooperativa Católica Agraria en la calle de San Antonio y planteó por encargo municipal un ambicioso proyecto de urbanización del Termet de la Virgen de Gracia , que incluía pistas deportivas, hoteles y zonas residenciales, aunque fue interrumpido debido al estallido de la Guerra Civil; solo fueron llevados a cabo la gran escalinata de acceso a la plaza del ermitorio y el edificio que en la actualidad está destinado a albergue municipal.
Pasó sus últimos años en Barcelona, donde comenzó a escribir sus memorias exclusivamente para sus hijos y nietos, las cuales terminó en septiembre de 1974, justo en su ochenta cumpleaños. Murió en su domicilio el 29 de marzo de 1975 a causa de un infarto.